# 仲恭司
仲 恭司（なか きょうじ、1949年10月24日 - ）は、日本の俳優である。文学座所属。東京都出身。

## 出演作品

### 舞台
1974年
- 初舞台『出発』(文学座アトリエ公演)
- 『戦争で死ねなかったお父さんのために』(アトリエ)

1984年
- 『美しきものの伝説』(地人会)本多劇場

1986年
- 『ロッキーホラーショー』(フロム・ワン)

1987年
- 『雨』(こまつ座)紀伊國屋ホール

1988年
- 『ビッグ・リバー』(ホリプロ)

1989年
- 『あわれ彼女は娼婦』(地人会)本多劇場

1990年
- 『藪原検校』(地人会)紀伊國屋ホール
- 『十一ぴきのネコ(こまつ座)

1991年
- 『楡家の人びと』(東宝)宝塚劇場
- 『バルセロナ物語』(松竹)日生劇場

1993年
- 『イーハトーボの劇列車』(こまつ座)紀伊國屋ホール

1994年
- 『ふるあめりかに袖はぬらさじ』(文学座本公演)東京芸術劇場
- 『雨』(こまつ座)紀伊国屋ホール

1996年
- 『女の一生』(本公演)三越劇場

1997年
- 『恋忘れ草』(東宝)芸術座
- 『常陸坊海尊』(ポイント東京)世田谷パブリックシアター

1998年
- 『近松心中物語』(ポイント東京)明治座
- 『ジンジャーブレッドレディ』(本公演)

1999年
- 『イーハトーボの劇列車』(こまつ座)紀伊国屋ホール
- 『花の天勝』(新橋演舞場)
- 『ふるあめりかに袖はぬらさじ』(本公演)三越劇場

2000年
- 『ミツコ』(松竹）新橋演舞場

2001年
- 『新・恋山彦』(松竹)新橋演舞場
- 『アンチゴーヌ』(地人会)紀伊國屋ホール
- 『阿蘭陀影繪』(本公演)三越劇場
- 『クリスマス狂騒曲　ナポリ風』(地人会)紀伊国屋ホール

2002年
- 『雁の寺』(地人会)紀伊國屋サザンシアター

2003年
- 『リチャード三世』(ホリプロ)日生劇場

2004年
- 『マリー・アントワネット』(松竹)新橋演舞場
- 『雁の寺』(地人会)旅公演

2006年
- 『飢餓海峡』(地人会)紀伊國屋ホール

2007年
- 『ブルーストッキングの女たち』(地人会)紀伊國屋ホール
- 『喝采』(地人会)旅公演

2008年
- 『ホロー荘の殺人』(T.H.E)俳優座劇場

2011年
- 『舵』(みつわ会)六行会ホール

### テレビ
- やさしい闘魚たち
- なぜかドラキュラ
- そして戦争が終った（畑中少佐）
- 女ともだち（高橋英之）
- 西村京太郎トラベルミステリー
- 朝日文左衛門の日記
- 温泉仲居物語
- 総合商社
- 日本巌窟王（1979年、NHK） - 瀬川菊次郎 役
- 電子戦隊デンジマン 第9話「死を呼ぶ怪奇電話」（1980年3月29日、テレビ朝日） - 風間雄一 役
- 大河ドラマ（NHK）
  - 八代将軍吉宗 （1995年） - 本多忠良 役
  - 徳川慶喜 （1998年）- 毛利敬親 役
  - 葵 徳川三代（2000年） - 小早川秀包 役
  - 新選組!（2004年） - 中山忠能 役
- 愛の劇場 またのお越しを（2003年、TBS）
- 世にも奇妙な物語 15周年の特別編 命火（2006年3月28日、フジテレビ） - 光子の主治医 役
- 風の果て（2007年、NHK）
- 相棒 season7 第3話「沈黙のカナリア」（2008年11月5日、テレビ朝日） - 木戸 役

### 映画
- 変身

### アニメ
- 世界名作童話 アラジンと魔法のランプ

### 吹き替え
- アトミック・トレイン ※テレビ朝日版
- IT ※NHK-BS2版
- オールイン 運命の愛（ミン・ジョンテ）
- タンタンの冒険